# Provincia di Samut Sakhon
La provincia di Samut Sakhon si trova in Thailandia, nella regione della Thailandia Centrale. Si estende per 872,3 km², aveva nel 2020 586 199 abitanti e il capoluogo è il distretto di Mueang Samut Sakhon, dove si trova la città principale Samut Sakhon.

## Storia
Con il grande aumento dell'urbanizzazione avvenuto in Thailandia negli anni 1970, la provincia di Samut Sakhon ha visto un grande incremento della sua popolazione e, data la vicinanza alla capitale, è stata assorbita nella Regione metropolitana di Bangkok (in thailandese กรุงเทพมหานครและปริมณฑล, krung thep maha nakhon lae parimonthon, letteralmente: metropoli di Bangkok e perimetro) insieme alle vicine province di Nakhon Pathom, Samut Prakan, Pathum Thani e Nonthaburi. Sia Bangkok che ognuna delle province della regione metropolitana hanno mantenuto il proprio governo, mentre la regione non dispone di un proprio ente amministrativo che ne regoli la pianificazione, la gestione e lo sviluppo.

## Geografia antropica

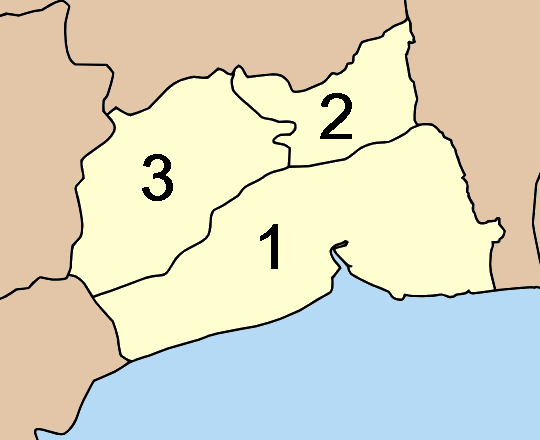
Mappa degli Amphoe

La provincia è suddivisa in 3 distretti (amphoe). Questi a loro volta sono suddivisi in 40 sottodistretti (tambon) e 288 villaggi (muban).
1. Mueang Samut Sakhon, al cui interno si trova la città maggiore (thesaban nakhon) di Samut Sakhon.
2. Krathum Baen, in cui è situata Om Noi, l'unica altra città maggiore della provincia.[1]
3. Ban Phaeo

### Amministrazioni comunali
Vi sono due comuni in provincia con lo status di città maggiore (thesaban nakhon), Samut Sakhon, che nel 2020 aveva 65 409 residenti, e Om Noi con 53 822. Il solo comune che rientra tra le città minori (thesaban mueang) è Krathum Baen, che ne aveva 27 556. La più popolata tra le municipalità di sottodistretto (thesaban tambon) è Lak Ha, che aveva 41 884 residenti.